# Lucas 22

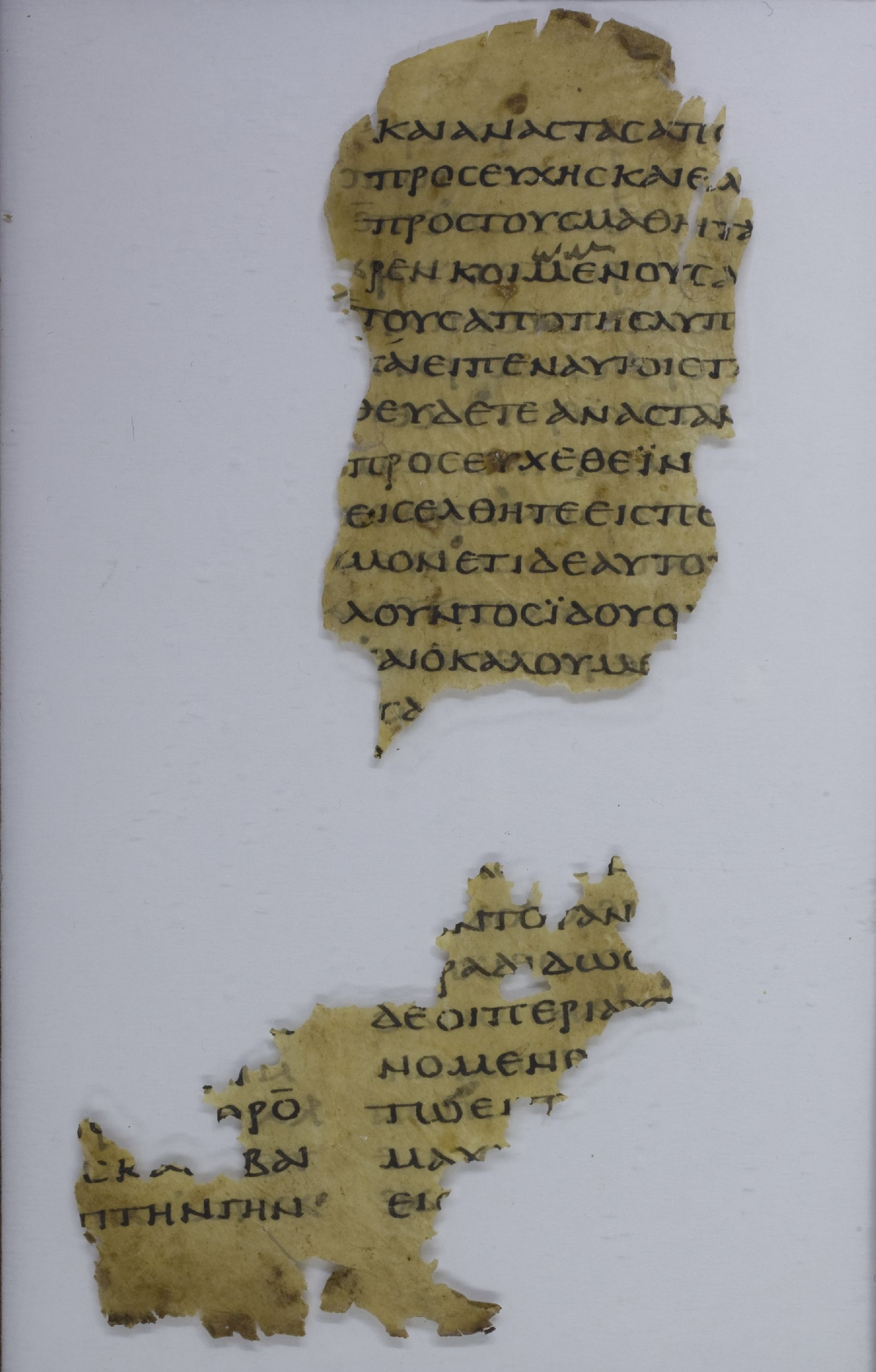
Lucas 22:44-50 en los fragmentos a y b (recto) del codex 0171, escrito hacia el año 300 d. C.

Lucas 22 es el capítulo vigésimo segundo del Evangelio de Lucas del Nuevo Testamento de la Biblia cristiana. Comienza en los días inmediatamente anteriores a la Pascua o Fiesta de los Panes ácimos, y registra el complot para matar a Jesucristo; la institución de la Cena del Señor; y el Arresto de Jesús y su juicio ante el Sanedrín.
El libro que contiene este capítulo es anónimo, pero la tradición cristiana primitiva considera generalmente que Lucas Evangelista compuso este Evangelio así como los Hechos de los Apóstoles. Este capítulo inicia la narración de la pasión de este evangelio, que continúa en el capítulo 23: si el discurso apocalíptico de Lucas 21 «basa todo su pensamiento en la realidad del Reino», también “conduce directamente al relato de la pasión [que] muestra cómo se estableció”.

## Texto

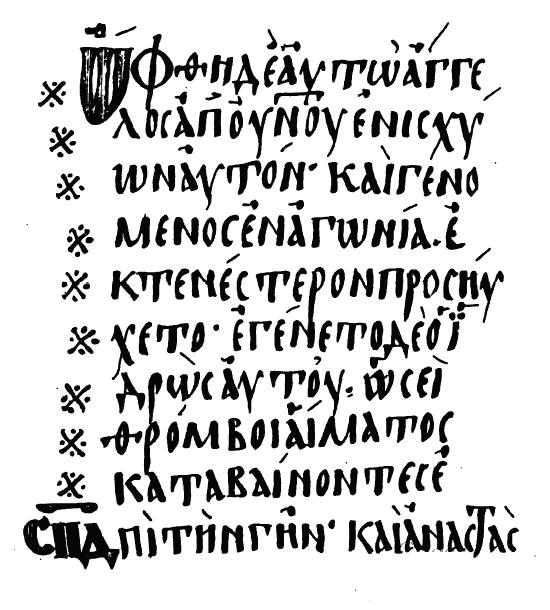
Lucas 22:43-44 en Codex Vaticanus 354 (949 d. C.)

El texto original fue escrito en griego koiné. Este capítulo está dividido en 71 versículos. Es el segundo capítulo más largo del evangelio en cuanto a número de versículos.

### Testigos textuales
Algunos manuscritos antiguos que contienen el texto de este capítulo son:
- Papiro 75 (175-225)
- Papiro 69 (siglo III; existen los Versículos 41,45-48, 58-61)
- Uncial 0171 (~300; existen los Versículos 44-50,52-56,61,63-64)
- Codex Vaticanus (325-350)
- Codex Sinaiticus (330-360)
- Codex Bezae (~400)
- Codex Washingtonianus (~400)
- Codex Alexandrinus (400-440)
- Codex Ephraemi Rescriptus (~450; Versículos existentes 1-18)

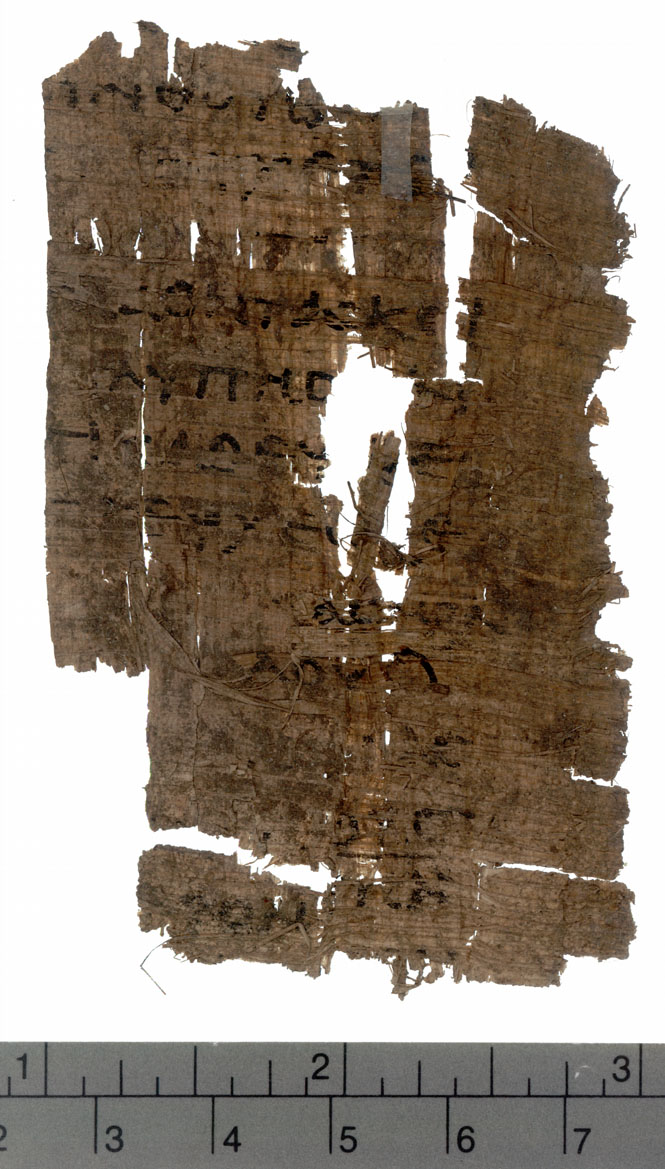
Lucas 22: 41,45-48 en el lado recto del Papiro 69

## Traición de Judas 22:1-6

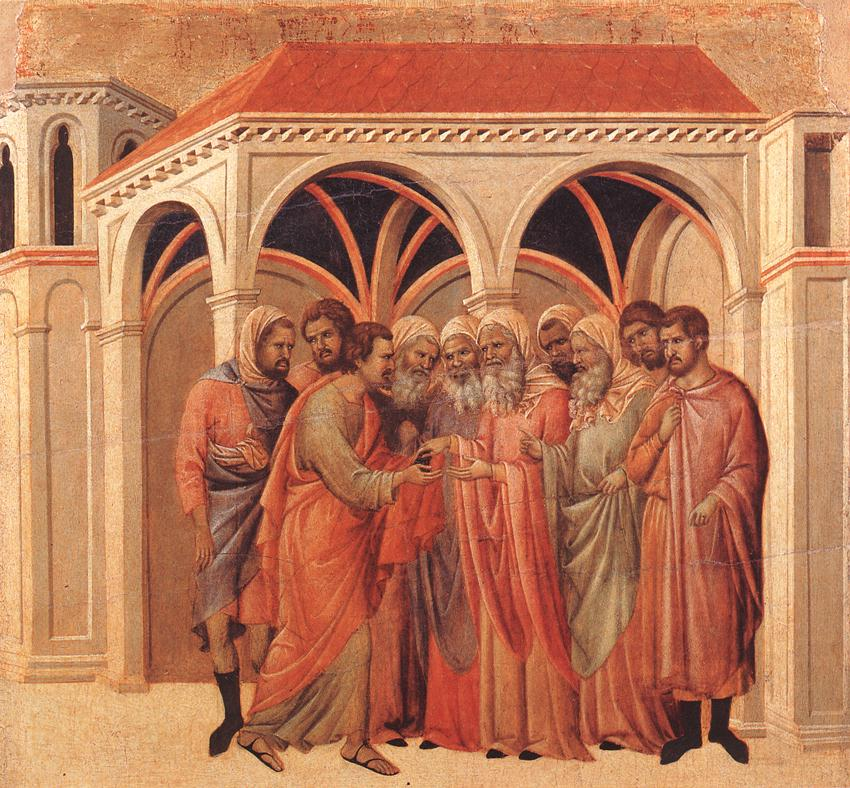
Judas haciendo un pacto con los sacerdotes, representado por Duccio, principios del siglo XIV

.
Lucas 22:1-6 describe el complot de los sumos sacerdotes y escribas para matar a Jesús en colaboración con Judas Iscariote. Esta escena también se representa en Marcos 14:1-2, 10-11 y Mateo 26:1-5, 14-16. Henry Alford señala que el relato de Mateo es el más completo y se refiere al de Lucas como «un mero compendio de lo que ocurrió». La redacción de Lucas subraya que Judas buscó traicionar a Jesús «cuando no había multitud presente», reflejando el temor de los sumos sacerdotes y escribas de no poder arrestar abiertamente a Jesús debido a su apoyo popular. Juan 11:45-57 también registra el complot para matar a Jesús.

### Versículo 1
Se acercaba la fiesta de los panes sin levadura, llamada la Pascua 
Esta pequeña explicación, «llamada la Pascua», «muestra más claramente que san Lucas está escribiendo principalmente para gentiles».

### Versículo 2
Y los principales sacerdotes y los escribas buscaban cómo matarle, porque tenían miedo del pueblo 
El ministro escocés de la Iglesia Libre William Robertson Nicoll califica de «muy embarazosa» la popularidad de Jesús entre la gente, mientras que el escritor Frederic Farrar la considera «humillante» para ellos.

### Versículo 3
Entonces Satanás entró en Judas, apellidado Iscariote, que era contado entre los doce.'
Lucas es el único de los escritores de los Evangelios sinópticos  que sitúa los acontecimientos terrenales de la pasión en el contexto de una escatológica batalla con Satanás.

### Comentarios
Al concluir la tercera tentación en el desierto, el diablo se alejó de Cristo «hasta el momento oportuno». Usando a Judas, reaparece en escena. Es su hora, la hora del «poder de las tinieblas». Sin embargo, este triunfo aparente fue su derrota, ya que Cristo, con su muerte, venció al diablo y liberó a quienes estaban sometidos al miedo de la muerte.

...porque puso la salvación del género humano en el árbol de la Cruz, para que de donde salió la muerte saliese la vida, y el que venció en un árbol fuera en un árbol vencido. 

## Preparación de la Última Cena 22:7-13
Lucas 22:7-13 describe cómo Jesús envió a Pedro y a Juan a preparar «un cuarto superior amueblado» (Versículo 12) para que tomaran una cena de Pascua (que sería la Última Cena). Esta preparación se describe también en Marcos 14:12-16 y Mateo 26:17-25. El de Lucas es el único relato que nombra a los apóstoles (versículo 8) y el único en el que Jesús toma la iniciativa de organizar la comida: en Mateo y Marcos, los discípulos plantean el tema.

### Comentarios
En la época de Jesús, la ciudad amurallada de Jerusalén medía aproximadamente 1500 metros de largo y 800 de ancho. El Cenáculo se sitúa tradicionalmente en el suroeste de la ciudad, cerca de la residencia del sumo sacerdote y el palacio de Herodes. En las cercanías, una calle con escalones lleva al torrente Cedrón y al monte de los Olivos. Probablemente, esa noche Jesús descendió por este camino con sus discípulos y fue arrestado al regresar hacia la casa del sumo sacerdote. Las instrucciones de Jesús a Pedro y Juan posiblemente buscaban mantener en secreto el lugar de la Pascua frente al Sanedrín. Preparar la Pascua implicaba varias tareas: sacrificar el cordero en el Templo, eliminar cualquier levadura de la casa, y reunir otros elementos para la cena, como hierbas amargas, perejil, vino, aceite, pan sin levadura, miel, higos y almendras. De las cuatro copas de vino mezclado con agua que se consumían, el tercer evangelio menciona dos, siendo la segunda la de la consagración. Todos los evangelios destacan aspectos clave de esta cena, como la anticipación del sacrificio de la cruz y la Nueva Alianza. Durante ella, Jesús instituyó el sacramento de la Eucaristía, que es:

acción de gracias y alabanza al Padre, memorial del sacrificio de Cristo y de su Cuerpo, presencia  de Cristo por el poder de su Palabra y de su Espíritu.

Lucas es el evangelista que más destaca que Jesús estableció un rito como recuerdo permanente de su Pascua, que debía repetirse en la Iglesia. La cena pascual tenía un sentido de memorial, actualizando la liberación divina. Con sus palabras, Jesús marca el fin del antiguo rito e inaugura una nueva realidad: su cuerpo y sangre, entregados por todos, establecen la Nueva Alianza. Así, el rito se convierte en un memorial, presente en cada celebración del sacrificio en la Iglesia.

Cuando la Iglesia celebra la Eucaristía, hace memoria de la Pascua de Cristo y ésta se hace presente: el sacrificio que Cristo ofreció de una vez para siempre en la cruz, permanece siempre actual: “cuantas veces se renueva en el altar el sacrificio de la cruz, en el que Cristo, nuestra Pascua, fue inmolado, se realiza la obra de nuestra redención.

De esta necesidad de perpetuar el sacrificio se deduce también que, con estas palabras, Jesús «instituyó sacerdotes a los Apóstoles» y «ordenó que ellos y los otros sacerdotes ofrecieran su Cuerpo y su Sangre» 
Por todo ello, la doctrina de la Iglesia recuerda también a los sacerdotes que:

...su verdadera función sagrada la ejercen sobre todo en el culto o en la comunión eucarística. En ella, actuando en la persona de Cristo y proclamando su Misterio, unen la ofrenda de los fieles al sacrificio de su Cabeza; actualizan y aplican en el sacrificio de la misa, hasta la venida del Señor, el único Sacrificio de la Nueva Alianza: el de Cristo, que se ofrece al Padre de una vez para siempre como hostia inmaculada. 

## Institución de la Eucaristía 22:14-20
Lucas 22:14-38 ha sido descrito como «el discurso de despedida de Jesús», siguiendo el modelo de otros discursos de despedida de las tradiciones grecorromana y bíblica.

### Versículo 14
Llegada la hora, se sentó, y con él los doce apóstoles 
La palabra δώδεκα (dōdeka, que significa «doce») no aparece en algunos manuscritos antiguos, y algunos editores críticos la omiten. El protestante Heinrich Meyer sugiere que «fue escrito al margen de acuerdo con los paralelos», antes de ser adoptado en algunos textos.  Por el contrario, en Lucas 9:1 aparece sistemáticamente la palabra δώδεκα, pero algunos manuscritos añaden también μαθητὰς αὐτοῦ (mathētas autou, «sus discípulos»).

### Versículo 15
Entonces les dijo: Con ardiente deseo he deseado comer esta Pascua con vosotros antes de padecer. 
καὶ εἶπεν πρὸς αὐτούς- Ἐπιθυμίᾳ ἐπεθύμησα τοῦτο τὸ πάσχα φαγεῖν μεθ' ὑμῶν πρὸ τοῦ με παθεῖν-
Jesús declara a sus apóstoles que «con ferviente deseo» (en griego επιθυμια επεθυμησα, epithumia epithumesa) ha anhelado celebrar con ellos esta Pascua. El papa Gregorio X utilizó estas palabras (en latín: Desiderio desideravi) como texto en el Segundo Concilio de Lyon de 1274, en su sermón sobre la unidad de las iglesias.  Estas palabras habrían sido pronunciadas en arameo. La construcción refleja el infinitivo absoluto hebreo que intensifica un verbo. Por qué Jesús tenía un deseo tan ferviente de esta Pascua en particular es una pregunta abierta: para Meyer, la expresión sugiere que su deseo ferviente era que «Su pasión no comenzara antes de la Pascua».

### Versículo 16
Porque os digo que no volveré a comerla hasta que se cumpla en el reino de Dios». 
λέγω γὰρ ὑμῖν ὅτι οὐ μὴ φάγω αὐτὸ ἕως ὅτου πληρωθῇ ἐν τῇ βασιλείᾳ τοῦ θεοῦ.
La palabra «otra vez» no está en el griego, sino implícita, y de manera similar en el Versículo 18:
Porque os digo que no volveré a beber del fruto de la vid hasta que venga el reino de Dios. 
David Robert Palmer sugiere que «al parecer, algunos copistas se sintieron obligados a añadir la palabra griega οὐκέτι, (“”ouketi“”) tanto para aclarar el significado como para armonizar Lucas con Marcos 14:25, y quizá también con Mateo 26:29, que dice: “a partir de ahora”'.» El Textus Receptus incluye la palabra οὐκέτι en el Versículo 16, pero no en el 18.

### Comentarios
Véase 
- Mateo 26:26-29
- Marcos 14: 22-25

## Anuncio de la traición de Judas 22: 21-23
21»Pero mirad que la mano del que me entrega está conmigo a la mesa. 22Porque el Hijo del Hombre se va, según está decretado; pero ¡ay de aquel hombre por quien es entregado! 23Y empezaron a preguntarse entre sí quién de ellos sería el que iba a hacer tal cosa. 

### Comentario
A lo largo de su evangelio, especialmente en el relato de la pasión, Lucas destaca cómo la conducta de Jesús ante las dificultades sirve como ejemplo para los cristianos. Estos episodios muestran la soledad de Cristo y los diferentes sentimientos que experimenta, contrastando con los de sus discípulos. A pesar de ello, las palabras de Jesús son un motivo de esperanza para ellos. Aunque puedan sentirse limitados en su visión actual, al compartir en la humillación de Cristo, también compartirán en su exaltación. Jesús les dice: "Y vosotros os sentaréis en doce tronos para juzgar a las doce tribus de Israel". Este trono simboliza el poder real, mientras que las doce tribus representan la autoridad universal que Jesús confiere a los Apóstoles. Esta autoridad, según la tradición de la Iglesia, se continúa en los obispos, quienes

como vicarios y legados de Cristo, rigen las iglesias particulares, que les han sido encomendadas, con sus exhortaciones exhortaciones y con sus ejemplos, pero también con su autoridad y sagrada potestad, de la que usan únicamente para edificar su grey en la verdad y en la santidad, recordando que quien es mayor ha de hacerse como el menor, y el que ocupa el primer puesto, como el servidor.

## Jesús predice las negaciones de Pedro 22: 31-37

### Comentario
Después de la Última Cena, antes de ser arrestado en Getsemaní, Jesús advierte a sus discípulos, especialmente a Pedro, sobre la prueba que enfrentará su fe, ya que no comprenden totalmente el significado de su vida y muerte. El Evangelio de Lucas detalla este episodio más que los otros sinópticos, incluyendo la oración de Jesús por Pedro. En el contexto de la Pasión, se describe una lucha entre Satanás y Jesús. Satanás ha influido en Judas y las autoridades judías, quienes actúan bajo el "poder de las tinieblas." Ahora, esta batalla alcanza a Pedro. A pesar de su debilidad, Pedro, el primero de los Apóstoles, no fallará, ya que Jesús intercede por él.  La Iglesia enseña que esta asistencia especial de Jesús a Pedro es crucial para «la misión de custodiar esta fe ante todo desfallecimiento y de confirmar en ella a sus hermanos»
{{cita|La sede de Pedro permanece siempre intacta de todo error, según la promesa de nuestro divino Salvador hecha al príncipe de sus discípulos (…); así, pues, este carisma de la verdad y de la fe nunca deficiente fue divinamente conferido a Pedro y a sus sucesores en esta cátedra, para que desempeñaran su excelso cargo para la salvación de todos.

## Oración y agonía de Jesús en el huerto 22: 39-46

### Versículos 40-42
Orad para no caer en tentación (Nueva Versión Internacional, Versículo 40)
Que no se haga mi voluntad, sino la tuya (Nueva Versión King James, Versículo 42)
Las palabras reflejan las instrucciones previas de Jesús a sus discípulos sobre cómo orar (el Padre Nuestro, 11:2-4), aunque las palabras «hágase tu voluntad, así en la tierra como en el cielo» no aparecen en las primeras versiones conocidas del Padre Nuestro de Lucas. El Pulpit Commentary sugiere que «la tentación en cuestión fue el grave pecado de cobardía moral en el que tan pronto cayeron los discípulos».

### Versículos 43-44
Entonces se le apareció un ángel del cielo, dándole fuerzas. Y estando en agonía, oraba más fervientemente. Entonces su sudor se hizo semejante a grandes gotas de sangre que caían hasta la tierra.
La autenticidad de Lucas 22:43-44 ha sido discutida por los eruditos desde la segunda mitad del siglo XIX. Los Versículos se colocan entre corchetes dobles en las ediciones modernas del texto griego, y se enumeran en una nota a pie de página en la Revised Standard Version.
Entonces se le apareció un ángel del cielo, dándole fuerzas. Y estando en agonía, oraba más fervientemente. Entonces su sudor se hizo semejante a grandes gotas de sangre que caían hasta la tierra.
La autenticidad de Lucas 22:43-44 ha sido discutida por los eruditos desde la segunda mitad del siglo XIX. Los Versículos se colocan entre corchetes dobles en las ediciones modernas del texto griego, y se enumeran en una nota a pie de página en la Revised Standard Version.

### Versículo 45
.
Cuando se levantó de la oración y vino a sus discípulos, los encontró durmiendo de tristeza.
Lucas añade «de tristeza», palabras que no aparecen en los relatos de Mateo ni de Marcos.

### Comentario
Jesús anuncia su pasión citando la profecía de Isaías sobre el Siervo sufriente, indicando que en Él se cumplen las predicciones sobre los sufrimientos del Redentor. Se observa un claro contraste entre la comprensión de Jesús y la falta de entendimiento de sus discípulos. Con conocimiento de lo que ocurrirá, Jesús organiza la Pascua con una visión profética: sabe de la traición de Judas, la negación de Pedro, y que la hora decisiva ha llegado. Sin embargo, evita la violencia, no responde a las ofensas, ni se defiende ante el Sanedrín o Pilato. A pesar de ser inocente, como reconocen Pilato y el centurión, Jesús es negado y condenado injustamente, mostrando perdón hacia Pedro y sus verdugos. Su comportamiento es un ejemplo para aquellos que sufren injustamente, y su sacrificio es la realización de la voluntad del Padre.

Sometió su voluntad a la del Padre. Y la voluntad del Padre fue que su Hijo bendito y glorioso, a quien entregó por nosotros y que nació por nosotros, se ofreciese a sí mismo como sacrificio y víctima en el ara de la cruz, con su propia sangre, no por sí mismo, por quien han sido hechas todas las cosas, sino por nuestros pecados dejándonos un ejemplo para que sigamos sus huellas. Y quiere que todos nos salvemos por Él y lo recibamos con puro corazón y cuerpo casto.

En el huerto, Jesús acepta su muerte como parte del plan divino. Aunque su oración fue extensa, Lucas solo destaca los momentos cruciales. La oración se menciona repetidamente; el pasaje comienza y termina con Jesús instando a orar para evitar la tentación. Finalmente, Jesús mismo es un ejemplo, pues en su agonía, intensifica su oración. Esto  enseña mucho sobre el abandono y la unión con la voluntad de Dios. La intensidad de la oración de Jesús es igualada por la profundidad de su sufrimiento. La angustia que experimenta es tan abrumadora que recibe consuelo de un ángel y llega a sudar sangre. Este episodio revela la profunda capacidad de sufrimiento de la humanidad de Cristo.

El miedo a la muerte o a los tormentos nada tiene de culpa, sino más bien de pena: es una aflicción de las que Cristo vino a padecer y no a escapar. Ni se ha de llamar cobardía al miedo y horror ante los suplicios.

Como en todo, también aquí, con sus gestos, el Señor es modelo para todas la humanidad:

Fue oportuno que el buen Maestro y Salvador verdadero, compadeciéndose de los más débiles, hiciera ver en su propia persona que los mártires no debían perder la esperanza si por casualidad llegaba a insinuarse en sus corazones la tristeza en el momento de la pasión, como consecuencia de la fragilidad humana —aunque ya la hubieran superado al anteponer a su voluntad la voluntad de Dios—, puesto que Él sabe qué conviene a aquellos por quienes mira.

## Prendimiento de Jesús 22: 47:53

### Versículos 50-51
50 Y uno de ellos hirió al siervo del sumo sacerdote, y le cortó la oreja derecha. Respondiendo Jesús, dijo: Dejadlo ya. Y tocándole la oreja, le sanó..
Lucas, al igual que Juan, señala específicamente que fue la oreja derecha del siervo la que fue extirpada. El significado exacto de las palabras de Jesús, Sufrid hasta aquí, ¡Basta ya!, o Dejadlo ya en la Nueva Versión Internacional, «ha sido muy debatido».  Alford las trata como dirigidas a la multitud o específicamente a los captores de Jesús, significando «permitidme tocar la oreja del herido»; Nicoll sugiere alternativamente que podrían haber sido dirigidas a los discípulos: «dejad que me prendan», o “no uséis más armas”.

### Comentario
Los cuatro evangelios relatan este episodio destacando tanto la grandeza de Jesús como los eventos ocurridos en ese momento: la multitud descontrolada, la traición de Judas, la herida al sirviente del sumo sacerdote, entre otros. En este contexto, Lucas pone especial énfasis en dos aspectos: la misericordia de Jesús al sanar al sirviente herido y la aparente victoria del diablo. Al leer este pasaje, no se puede evitar pensar en el apóstol infiel.

Después de ver de cuántas maneras mostró Dios su misericordia con Judas, que de Apóstol había pasado a traidor, al ver con cuánta frecuencia le invitó al perdón, y no permitió que pereciera sino porque él mismo quiso desesperar, no hay razón alguna en esta vida para que nadie, aunque sea como Judas, haya de desesperar del perdón.

## Las negaciones de Pedro 22: 54-62
Los dos primeros evangelios describen en contraste los interrogatorios de Jesús y Pedro. Lucas presenta una cronología más coherente de los eventos: durante la noche, Jesús es llevado a la casa de Caifás, donde. mientras Pedro lo niega, los sirvientes lo maltratan. A la mañana siguiente, el Sanedrín se reúne y condena a Jesús a muerte. Solo Lucas menciona la mirada de Jesús hacia Pedro durante la noche, que llevó a Pedro a arrepentirse. Esta mirada de Cristo, a menudo mencionada en el evangelio, ha sido objeto de reflexión para muchos santos.

Considero yo muchas veces, Cristo mío, cuán sabrosos y cuán deleitosos se muestran vuestros ojos a quien os ama, y Vos, bien mío, queréis mirar con amor. Paréceme que una sola vez de este mirar tan suave a las almas que tenéis por vuestras, basta por premio de muchos años de servicio.

Las lágrimas de Pedro (v. 62) son la reacción lógica de los corazones nobles, movidos por la gracia de Dios. En la doctrina de la Iglesia se denomina contrición del corazón:

Un dolor del alma y una detestación del pecado cometido con la resolución de no volver a pecar. 

En contraste con las lágrimas de quien tiene fe, se encuentra la frialdad de quien carece de ella. Las acusaciones presentadas por el Sanedrín son tan débiles que no constituyen un motivo razonable para condenar a Jesús. Sin embargo, logran obtener una declaración comprometida del Señor. Aunque Jesús sabe que su respuesta les dará el pretexto que buscan, declara con toda seriedad que no solo es el Cristo, sino también el Hijo de Dios. Los miembros del Sanedrín comprenden la declaración de Jesús pero exigen su muerte por blasfemia. Para aceptar la confesión de Jesús, se requería una fe que ellos no poseían.

## Interrogatorio ante los príncipes de los sacerdotes 22: 66-71

### Versículo 70
εἶπαν δὲ πάντες Σὺ οὖν εἶ ὁ Υἱὸς τοῦ Θεοῦ; ὁ δὲ πρὸς αὐτοὺς ἔφη Ὑμεῖς λέγετε ὅτι ἐγώ εἰμι.
Eipan de pantes, «¿Su oun ei ho Huios tou Theou?»; ho de pros autous ephē, «Humeis legete hoti egō eimi.»
Todos le preguntaron: «¿Eres, pues, el Hijo de Dios?». 
Él les dijo: «Vosotros lo decís: yo soy» (New Revised Standard Version).
La New King James Version añade «con razón»:
«Vosotros decís con razón que yo soy»
Del mismo modo, J. B. Phillips traduce como:
«Tenéis razón; yo soy», les dijo Jesús.
El Pulpit Commentary describe el estilo aquí como rabínico: «mediante tal respuesta, el interrogado acepta como su propia afirmación la pregunta que se le hace en su totalidad."

## Versículo 71
Y dijeron: «¿Qué más testimonio necesitamos? Porque nosotros mismos lo hemos oído de su propia boca
Nosotros mismos hemos oído que «se da a sí mismo por el Mesías». El capítulo termina con el anticipado rechazo del autotestimonio de Jesús y su consiguiente condena.